# Castelo de Lenzburg
O Castelo de Lenzburg (em alemão: Schloss Lenzburg) é um castelo que se localiza acima da parte velha da cidade de Lenzburg, no cantão de Argóvia, na Suíça. Encontra-se entre os mais antigos e importantes castelos daquele país. O conjunto ergue-se num monte de molassa quase circular (504 metros de altitude), o qual atinge quase 100 metros acima da planície circundante mas tem apenas 250 metros de diâmetro.
A partes mais antigas do castelo remontam ao século XI, quando os Condes de Lenzburg o edificaram como sua sede. Em seguida, o castelo foi propriedade, sucessivamente, dos Staufer, dos Kyburg e dos Habsburgo, serviu por mais de 350 anos como sede dos oficiais de justiça de Berna, após o que passou para a posse privada. Em 1956, a viúva do explorador polar Lincoln Ellsworth vendeu o palácio ao Cantão de Aargau. Desde 1987, o edifício abriga o Museu Histórico do Aargau (desde 2007, Museu de Aargau).
O castelo, o seu museu histórico e o monte onde se ergue, com os seus cemitérios neolítico, estão classificados como património de significado nacional.

## História
O proeminente monte já era um local de assentamento desde os tempos pré-históricos. Por exemplo, em 1959 foi descoberto uma sepúltua neolítico no parque de estacionamento. Também houve ali pequenas descobertas das eras romana e alamana.
Uma lenda diz que em tempos havia ali um dragão que vivia numa caverna na encosta, o qual foi derrotado por dois cavaleiros, Wolfram e Guntram. O povo agradecido fez dos dois Condes de Lenzburg e deu-lhes a permissão para construir um castelo no cimo do monte.

### Sede de nobreza

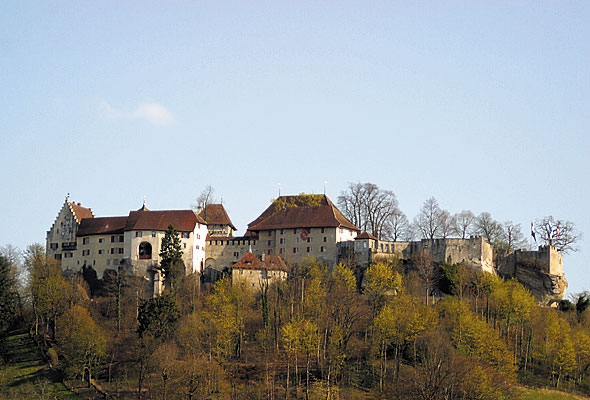
O Castelo de Lenzburg visto de norte.

Uma carta datada de 1036 cita um Ulrich, Conde de Aargau. Este, era vogt do Imperador em Zurique e supervisor das abadias de Beromünster e Schänis. O primeiro registo definitivo da que atesta a existência do castelo data de 1077: o neto de Ulrich, também de nome Ulrich, tinha tomado partido pelo imperador na Questão das Investiduras e aprisionado dois legados papais por meio ano. Nessa época, os Condes de Lenzburg estavam entre os mais importantes senhores feudais no planalto suíço e mantinham ligações próximas com o imperador.
A linhagem extinguiu-se em 1173. Ulrich IV, o último Conde de Lenzburg, nomeou no seu testamento o Imperador Frederico I Barbarossa como seu herdeiro pessoal; tinham participado juntos na Segunda Cruzada. O imperador deslocou-se ao Castelo de Lenzburg e supervisionou pessoalmente a divisão da propriedade, dando a maioria das terras ao seu filho, o Conde paladino Otão I da Borgonha. No entanto, depois da morte de Otão, em 1200, a Casa de Hohenstaufen foi forçada a retirar-se de Aargau. Por meio de duas casas aristocráticas vizinhas (Andechs-Merania e Châlon), por volta de 1230 o Castelo de Lenzburg chegou por casamento à posse dos Condes de Kyburg. Estes fundaram, então, uma instalação mercantil fortificada na base ocidental do monte do castelo, a actual cidade de Lenzburg.
Hartmann, o último Conde de Kyburg, faleceu em 1264 sem descendência masculina. Rodolfo I, Conde de Habsburgo e, mais tarde, Rei dos Romanos, colocou a herdeira, Ana de Kyburg, sob sua protecção e esta, mais tarde, casou com Eberhard I de Habsburg-Laufenburg. Em 1273, Rodolfo tomou posse da propriedade dos seus parentes empobrecidos e, em 1275, reuniu corte ali. No entanto, o castelo declinou, então, até ao estatuto de sede regional de governo, uma vez que o poder dos Habsburgos se deslocava cada vez mais para a Áustria. No dia 20 de Agosto de 1306, Lenzburg recebeu a sua carta de cidade das mãos do Conde Frederico, o Belo. A partir de 1339, o Conde Frederico II de Tirol-Áustria residiu no castelo. Esteve para casar com uma filha do Rei Eduardo III de Inglaterra e mandou construir o Salão dos Cavaleiros para esse fim, mas faleceu em 1344 sem nunca ter visto a sua noiva, pelo que o edifício permaneceu incompleto. Depois de 1369, a família Schultheiss-Ribi foi inquilina do castelo. Em 1375, o edifício esteve sujeito a um cerco pelo Gugler.

### Governo bernense

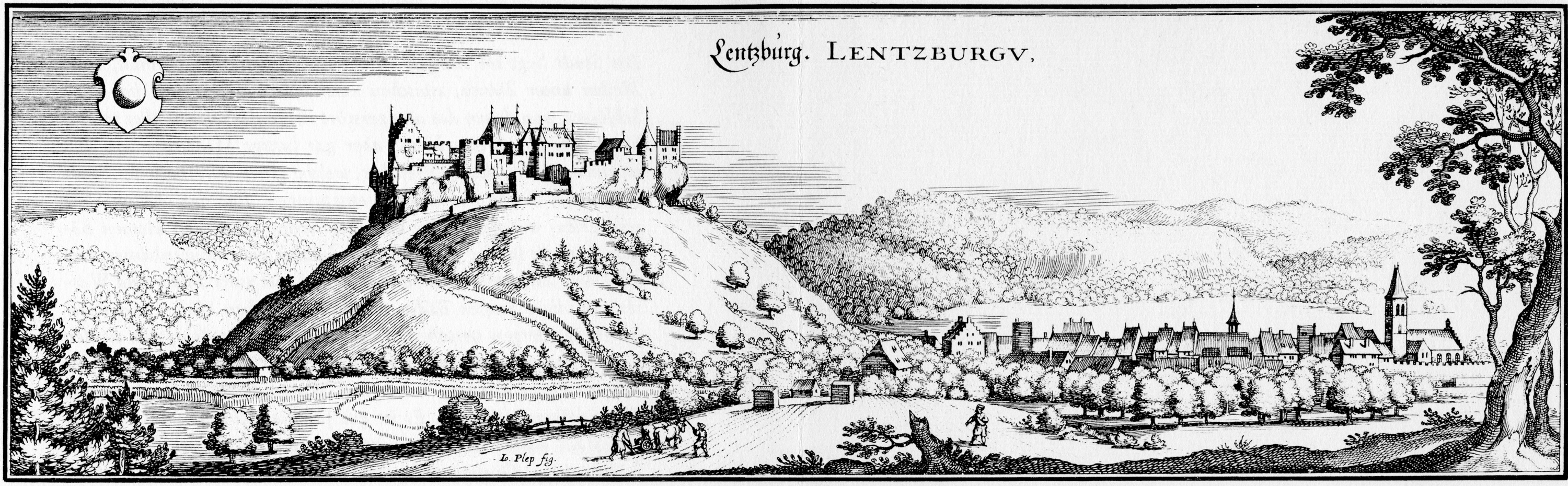
Vista de Lenzburg e do Castelo de Lenzburg por volta de 1642, por Matthäus Merian.

A tensão latente entre Sigismundo, Rei da Alemanha, e Frederico IV, Duque da Áustria, explodiu em 1415 no Concílio de Constança, quando Frederico ajudou um dos três papas, então, reinantes, o Antipapa João XXIII, a escapar da cidade. Sigismundo aproveitou a oportunidade para prejudicar o seu adversário, ordenando aos seus vizinhos que cercassem as suas terras em nome do Império. Berna conquistou de bom grado a parte ocidental do Aargau.
A cidade de Lenzburg rendeu-se imediatamente ao exército que avançava no dia 20 de Abril, mas o castelo permaneceu, por enquanto, intocado pelo conflito. Conrado de Weinsberg, o representante do rei, tentou assegurá-la para o Império e tinha um cerco preparado, mas em Agosto percebeu a futilidade desse plano e em 1418 devolveu o castelo ao controle da família Schultheiss. Após longas negociações, em 1433 Berna estava capaz de assegurar o controle do Condado de Lenzburg como subinquilina e, finalmente, em 1442, do castelo.
O primeiro landvogt bernense instalou residência no castelo em Bernese 1444, governando o distrito de Lenzburg a partir dali. Os deveres dum landvogt incluiam recolher impostos, implementar medidas administrativas, tarefas judiaiis e de polícia e o poder de decreto militar; além disso, também eram responsáveis pela conservação do castelo. O landvogt era eleito das fileiras do conselho municipal de Berna para um mandato de quatro anos. O mais conhecido landvogt de Lenzburg foi Adriano I de Bubenberg, em exercício de 1457 a 1461, mais tarde schultheiß de Berna e herói da Batalha de Morat.
Entre 1509 e 1510 foram empreendidos extensos trabalhos no castelo, incluindo a demolição parcial e a reconstrução do inacabado Salão dos Cavaleiros. Em 1518 deu-se um grave incêndio; não foi registado quais os edifícios destruídos (muito provavelmente a Arburghaus no lado norte). Em 1520, o landvogt recebeu uma nova residência, o Landvogtei. Em 1531, durante a Segunda Guerra de Kappel, o castelo serviu de base de operações para os protestantes.
Em 1624, o Landvogt Joseph Plepp executou os primeiros desenhos e plantas precisos do castelo, o qual, na época, tinha mais a aparência duma casa de lavoura fortificada. As suas plantas serviram de base para planos para expandi-lo e transformá-lo numa fortaleza. Como primeiro passo, em 1625 foi construída um duplo pano de muralha e dupla portaria numa nova posição na posição norte e a altura dos taludes de terra nos lados leste e sul foi aumentada. Entre 1642 e 1646, foi levantada uma parede de onze metros de altura para formar o bastião leste. No entanto, a falta de dinheiro impossibilitou a execução dos restantes projectos. Além disso, o bastião leste teve uma grande desvantagem: a água da chuva infiltrou-se nas paredes adjacentes e tornou inabitável a residência do landvogt devido à humidade persistente. Por esse motivo, foi construída uma nova residência na secção norte entre 1672 e 1674.
Durante o século XVIII, os bernenses transformaram o castelo num grande armazém de cereais. Para esse fim, os edifícios individuis foram ligados e parcialmente escavados. Deste modo, foi providenciado o armazenamento de 5.000 toneladas de trigo.
Em Março de 1798, Viktor von Wattenwyl, o 71º e último landvogt, entregou o castelo às tropas francesas em avanço.

### Arrendamento e posse privada

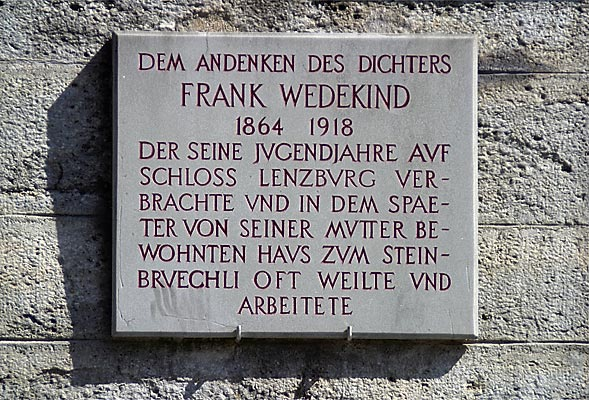
Placa comemorativa a Frank Wedekind no Castelo de Lenzburg.

Em 1803, foi fundado o Cantão de Aargau e um ano mais tarde o castelo passou para a sua posse. As autoridades cantonais ficaram indecisas quanto ao uso a dar ao castelo, pelo que a estrutura permaneceu vazia por quase vinte anos. Usá-lo para fins governamentais estava fora de questão para este símbolo do governo dos oprimidos. Finalmente, Christian Lippe, um professor a exercer em Hofwil, mostrou um interesse. Arrendou o castelo e, em 1822, abriu uma instituição educacional baseada nos princípios de Johann Heinrich Pestalozzi. Enquanto esta florescia, teve 50 alunos e 12 professores, sobretudo, com filhos de proeminentes famílias manufactureiras em Basileia e na Alsácia a receberem a sua educação ali. A Hintere Haus, ou edifício das traseiras, foi usado como edifício escola enquanto os professores viviam na Landvogtei. Em 1853, a instituição teve que encerrar porque Lippe estava gravemente doente.
Em 1860, o cantão vendeu o castelo por 60.000 francos suíços a Konrad Pestalozzi-Scotchburn, de Zurique. Pouco se sabe sobre ele. Em 1872, por 90.000 francos, o castelo chegou à posse de Friedrich Wilhelm Wedekind. Este tinha emigrado para São Francisco depois do fracasso da Revolução de Março de 1849 e fez ali uma grande fortuna especulando em terra durante a Corrida do ouro na Califórnia. Regressado à Europa em 1864, em protesto contra o domínio do Império Alemão pela Prússia, emigrou uma vez mais, desta vez para a Suíça, e instalou-se no castelo. Os seus seis filhos, entre os quais se encontram a cantora Erika Wedekind e os autores Frank Wedekind e Donald Wedekind, passaram ali a sua infância.
Para tornar possível a divisão da herança, a família Wedekind vendeu o castelo em 1893, por 120.000 francos, ao industrial americano Augustus Edward Jessup. Este era natural de Philadelphia, mas era residia na Inglaterra desde há muito. Era casado com Mildred Marion Bowes-Lyon, a tiada Rainha-mãe, Elizabeth Bowes-Lyon e, deste modo, aparentado por casamento com a família real britânica. Sob a liderança de Jessup, o castelo foi submetido a uma renovação compreensiva e, pelo desmantelamento das novas construcções e das instalações militares, regressou em grande medida à sua condição na Idade Média. Além disso, mobilou os interiores com mobiliário caro e instalou facilidades modernas, como aquecimento central, canalização e electricidade. Gastou de meio milhão de francos da sua fortuna pessoal em despesas.
Outro magnata americano da indústria, James Ellsworth, que coleccionava arte medieval, soube que o castelo continha uma mesa do período de Frederico Barbarossa. desejando acrescentar essa peça à sua colecção, achou impossível comprá-la sem comprar também todo o castel. Como resultado, o castelo mudou de mãos em 1911 por 550.000 francos. O seu filho, o explorador Polar Lincoln Ellsworth, herdou o castelo em 1925 mas viveu ali apenas intermitentemente.

### História recente
Depois da morte de Lincoln Ellsworth, ocorrida em 1951, a posse do castelo passou para a sua viúva, Marie Louise Ellsworth-Ulmer. Em 1956, esta vendeu o Castelo de Lenzburg, juntamente com o seu conteúdo, por 500.000 francos à fundação criada pela cidade de Lenzburg e pelo Cantão de Aargau. isto tornou possível abrir o castelo ao público. Em 1960, a fundação cultural Stapferhaus Lenzburg foi estabelecida mudou-se para a Hintere Haus. Entre 1978 e 1986, o castelo foi, uma vez mais, completamente renovado e um jardim em estilo francês instalado na secção sudoeste. Em 1987, O cantão transferiu as suas colecções compreensivas de história cultural para o castelo e abriu o Historisches Museum Aargau (Museu Histórico do Aargau), o qual se tornou em 2007 no Museum Aargau (Museu Aargau). Desde 2009, as exibições passaram a ser renovadas em etapas.

### Proprietários do Castelo de Lenzburg
- cerca de 1000-1173: Condes de Lenzburg
- 1173:  Frederico I, Sacro Imperador Romano-Germânico
- 1173-1273: Condes de Kyburg
- 1273-1415: Duques e reis de Habsburgo
- 1415-1798: Cidade de Berna (em plena posse a partir de 1433, sede do Landvogt a partir de 1444)
- 1803-1860: Cantão de Aargau (arrendado entre 1822 e 1853 como esoola interna)
- 1860-1872: Konrad Pestalozzi Scotchburn
- 1872-1893: Dr. Friedrich Wilhelm Wedekind (pai do dramaturgo Frank Wedekind)
- 1893-1911: Augustus Edward Jessup
- 1911-1925: James W. Ellsworth
- 1925-1951: Lincoln Ellsworth, filho de James
- 1951-1956: Marie Luise Ellsworth-Ulmer, viúva de Lincoln
- 1956- actualidade: Cantão de Aargau (através duma fundação conjunta com a cidade de Lenzburg)

## Edifícios do castelo
A entrada para o castelo fica no lado nordeste. Tanto pelo velho caminho do castelo como por uma escadaria, chega-se à portaria de baixo, construída em 1625, e depois ao pano de muralha exterior. Dentro da portaria média (a qual foi construída em 1625 e ampliada em 1761-1762), o caminho faz uma curva de cento e oitenta graus subindo para a ponte levadiça e, através da portaria interior, para o pátio interior.
No lado leste, o pátio interior é protegido e tem sete edifícios dispostos em forma de ferradura. No lado sudoeste, o jardim em estilo francês é encerrado no interior do pano de muralhas. Enquanto o terreno é bastante nivelado dentro das muralhas do castelo, no exterior cai rapidamente. Apenas o lado leste, onde é possível atravessar o Goffersberg (507 metros de altitude), a inclinação é menos acentuada, formando uma depressão em forma de sela.

### Secção norte

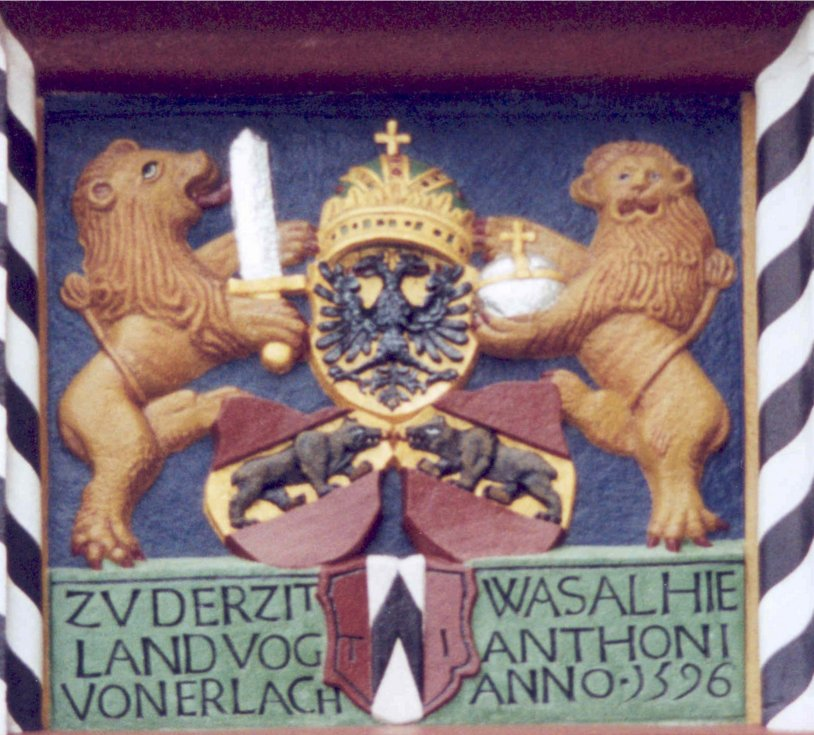
Brasões do Sacro Império, do Cantão de Berna e da família von Erlach sobre a portaria de cima.

A secção norte é um grupo de edifícios ligados, consistindo na portaria de cima, nos restos da torre de menagem e na nova residência do landvogt.
A portaria de cima, a única entrada para o pátio interior, foi construída em 1518, em parte sobre velhas fundações. Pensa-se que esta terá sido a localização da Arburghaus de 1330, a qual foi destruída no fogo. Acima da passagem está uma placa, datada de 1596, combinando os brasões do Império, do Cantão de Berna e da família von Erlach, nomeando Anthoni von Erlach como landvogt.
A leste da portaria ergue-se a torre de menagem norte, desde que a completa reconstrução de 1718-1720 ligou os edifícios adjacentes. Em tempos, a portaria e os calabouços estiveram aqui localizados. Do edifício original só restam a parede oeste e partes da fundação das paredes sul e leste.
A nova residência do landvogt foi construída em 1672-1674 no local duma casa da guarda e lavandaria de 1625. O vizinho Landvogtei, na esquina norte, estava desde há muito desabitada devido à penetração das paredes pela humidade na sequência da construção do bastião leste. Actualmente, o centro administrativo do Museu Aargau está aqui localizado.

### Residência dosLandvogt

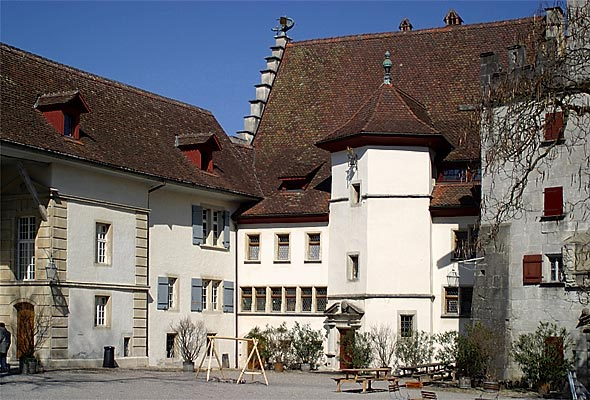
A residência do landvogt, ou Landvogtei.

O Landvogtei, um edifício de três andares em estilo gótico tardio com empena escadeada, foi construído em 1520. Serviu como novo gabinete e residência do Landvögte bernense depois da destruição do edifício anterior, datado do século XIV, num incêndio ocorrido em 1518. Em contraste com os outros edifícios, a residência dos landvogt não se encosta directamente na muralha, mas é separado desta por uma fenda de um a dois metros. A excepção é uma pequena torre redonda na esquina sudeste; construída em 1626, substituiu uma it replaced a secção saliente que servia como latrina.
A torre-escada pentagonal, que foi ligada à fachada em 1630, substituiu uma escadaria íngreme no interior do edifício. A sua cúpula original em forma de cebola foi substuida por um telhado inclinado em 1760. O átrio ainda remonta, em parte, a cerca de 1460. No primeiro andar superior, uma galeria, construída em 1565, estende-se por todo o comprimento do lado norte.
Entre 1646 e 1894, o edifício esteve inabitável devido à invasão da humidade causada pela construção do bastião leste. A renovação só foi possível depois da remoção do talude, em 1902. A renovação incluiu uma nova fachada voltada para o pátio interior. Actualmente, o edifício aloja parte do Museu Aargau, com uma exposição permanente sobre a vida dos proprietários do castelo desde a Idade Média até ao século XX.

### Bastião leste

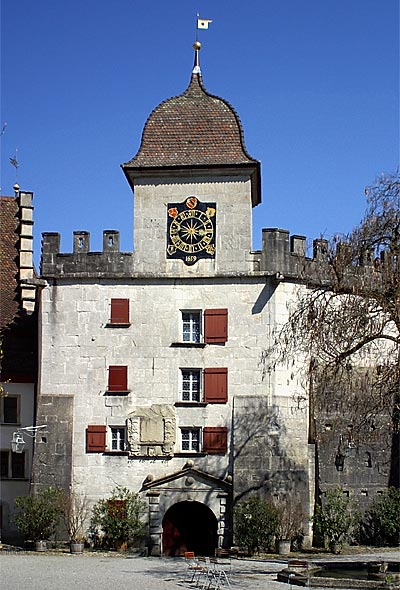
O bastião leste.

O bastião no perímetro leste do pátio interior foi construído entre 1642 e 1646, substituindo um pano de muralha com ameias, para fechar a fenda existente entre o Palas e a residência dos landvogt e para proteger o castelo do bombardeamento de canhões a partir do Goffersberg. A residência adjacente foi coberta por um gigantesco talude de terra, o qual absorveu humidade e tornou o edifício inabitável. Em 1659, foi construída uma torre do relógio no bastião leste; o seu telhado pontiagudo foi substituído em 1760 por uma cúpula em forma de cebola.
Entre 1893 e 1894, a parede exterior foi rebaixada 6,5 metros, tornando possível libertar as janelas emparedadas no lado sul da residência dos landvogt e secar as paredes. Foi instalado um roseiral no topo do talude, agora mais baixo. Durante a renovação compreensiva de 1978-1986, foi removido o que restava do talude e esvavado um nível subterrâneo, o qual alberga actualmente parte do Museu Aargau.

### Palas
O Palas (residência do Conde) foi construído em 1100 como um edifício fortificado de quatro pisos de altura. Juntamente com a torre adjacente, em um dos mais antigos edifícios em todo o complexo. A entrada abria-se originalmente no segundo piso, sendo apenas acessível por meio duma escadaria exterior em madeira. O piso principal tinha uma lareira, o piso superior continha as acomodações para dormir e os dois pisos mais baixos eram salas destinadas ao armazenamento.
Durante o períiodo do Landvögte bernense, o edifício era chamado de "Matança" devido à câmara de tortura que ali estava localizada. Entre 1598 e 1599, foi construída uma nova entrada arcada no piso térreo. Entre 1978 e 1986, a divisão dos andares e a ligação com as escadas foi reorganizada de forma a tornar possível o uso do edifíciio pelo Museu Histórico.

### Torre
A torre (também chamada de torre de menagem sul) tem 10 metros de lado e possui paredes com 3 metros de espessura. Foi construída para o Palas em 1170 e foi usado o seu extremo oeste como parede limite. Depois da morte de Ulrich IV, que tinha ordenado a sua construção, a obra parou e o edifício permaneceu incompleto por quase duzentos anos. Só foi concluida em 1344. Durante o período do governo bernense, iniciado aproximadamente no início do século XVII, a prisão estava localizada no primeiro andar; ainda pode ser visitada actualmente.
Para criar mais espaço de armazenamento para os cereais, entre 1728 e 1729, a torre e o vizinho Salão dos Cavaleiros, assim como o poço existente entre eles, foram ligados com um edifício utilitário não ornamentado. Isto obrigou à remoção da fachada norte, uma vez que a torre não estava alinhada com o Salão dos Cavaleiros. Em 1896, Augustus Jessup mandou demolir o celeiro e a torre regressou ao seu estado original. O poço, mencionado pela primeira vez em 1369, foi deixado aberto uma vez mais. Durante a renovação de 1978-1986, a divisão dos pisos e a ligação com as escadas foi reorganizada para acomodar parte do Museu Histórico.

### Salão dos Cavaleiros
A construção do Salão dos Cavaleiros começou em 1339 sob o governo dos Habsburgos. O Duque Frederico II de Tirol-Áustria tencionava casar com a filha do rei Eduardo III de Inglaterra no Castelo de Lenzburg Cast e, por esse motivo, ordenou que fosse erguido um edifício residencial gótico adequado à situação. No entanto, o jovem duque faleceu em 1344, pouco antes da conclusão da obra, pelo que as paredes permaneceram sem reboco.
Em 1508, a parte oeste estava em tão más condições que teve que ser demolida e reconstruída. Na parte leste, as paredes exteriores foram deixadas de pé, mas o interior também foi completamente reorganizado aqui. O edifício recebeu novas vigas e várias colunas com o fim de melhorar a sua capacidade de carga e as paredes foram, agora, rebocadas. O comprimento do edifício foi algo reduzido, uma vez que a parede exterior no extremo oeste foi reconstruida um pouco mais para leste.
Por volta de 1590, o edifício foi-se degradando progressivamente para um grande celeiro, com armazenamento de cereais e vinho prensado. No mesmo período, a estrutura adquiriu canhoneoras. Em 1758, o interior foi uma vez mais completamente alterado; pisos intermédios construídos de novo permitiram armazenar ainda mais cereal.
Em 1893, o edifício foi restaurado, tanto quanto possível, para a sua condição original. Os pisos intermédios foram removidos e as janelas de arco quebrado restauradas no grande salão do piso superior. Actualmente, o salão pode ser arrendado para eventos sociais.
Perto do Salão dos Cavaleiros existia uma pequena capela dedicada a São Fortunatus. Em 1763, esta estava tão negligenciada que teve que ser demolida.

### Stapferhaus

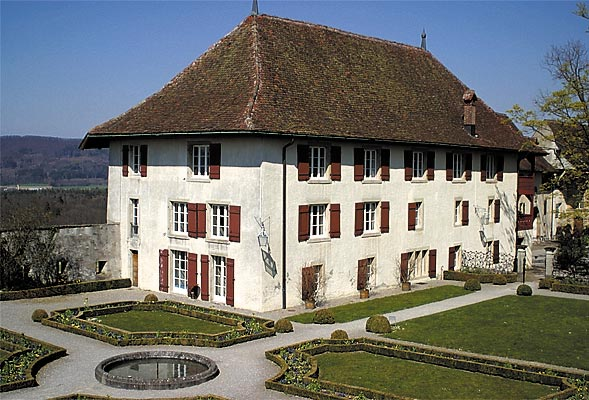
Aspecto exterior da Stapferhaus.

Em 1599-1600, foi acrescentado um edifício simples de dois andares no lado sudoeste do complexo do castelo, a Hintere Haus, ou edifício das traseiras. Foi criado através da união do estábulo e da leitaria sob o mesmo telhado. Entre 1705 e 1707, o edifício foi alongado no lado leste para criar capacidade adicional de armazenamento de cereais.
Entre 1822 e 1853, o reformador educacional Christian Lippe liderou uma instituição educacional no castelo, a qual utilizou princípios de ensino avançados para a época. Em 1893, a extensão do celeiro foi demolida e substituída por um caminho de ronda reconstruído que conduzia à portaria superior.
Actualmente, o edifício das traseiras é conhecido como Stapferhaus (Casa de Stapfer), assim chamada em homenagem a Philipp Albert Stapfer, um revolucionário e ministro na República Helvética. A partir de 1960 serviu como o Centro de Eventos da Stiftung Stapferhaus Lenzburg (Fundação Stapferhaus Lenzburg), oferecendo uma variedade de actividades culturais, como exposições em eventos actuais.

## Museu Aargau
O Museu Argau (Museum Aargau) - até 2007, o Museu Histórico de Argau (Historisches Museum Aargau) - inclui, além do Castelo de Lenzburg, o Castelo de Hallwyl e, desde 2009, o Habsburg e a Abadia de Königsfelden. Também possui uma colecção de aproximadamente 40.000 artefactos históricos, agregados a partir de várias fontes: propriedade cantonal, colecções privadas doadas ao cantão, colecções públicas, compras e ofertas.
O Castelo de Lenzburg contém cinco secções do museu:
- Museu Doméstico: uma exposição sobre o modo de vida dos residentes do castelo desde o final da Idade Média, através do Renascimento da era barroca e do início do período moderno até 1900.
- Armaria: uma exposição de numerosas armas datadas da Idade Média ao século XVIII. Os elementos mais valiosos são duas espadas que foram usadas na Batalha de Sempach em 1386.
- Fé, Piedade, Arte: vários trabalhos de arte sacra do Cantão de Aargau.
- A Cultura do Banquete e Prata de Aargau: uma exposição sobre banquetes do século XVIII com numerosos conjuntos de mesa valiosos e prata secular.
- Museu da Criança, instalado no ático da residência dos landvogt.

O castelo é alcançado a partir do parque de estacionamento, localizado na base da colina do monte, através dum caminho pedestre ou dum elevador situado entre a torre e o Salão dos Cavaleiros, o qual permite o acesso aos deficientes.